# Ендр (река)
Ендр (фр. Indre) је река у Француској. Дуга је 271 km. Улива се у Лоару. 